# Escola de Lleida
L'Escola de Lleida fou el col·lectiu d'artesans andalusins que, després de la conquesta de Lleida per part del comtat d'Urgell i del comtat de Barcelona (any 1149 aproximadament), van col·laborar en la decoració de construccions cristianes. Van treballar sobretot en la decoració de les portes de la Seu Vella de Lleida i en les portalades de les esglésies de Tàrrega i Agramunt (totes tres romàniques).

## Característiques
Es caracteritza per absència de timpà i per una profusió d'ornamentació als arcs, amb elements vegetals, geomètrics, etc. L'estil decoratiu és típicament andalusí, de manera que es pot considerar que aquestes portalades són una barreja de l'art cristià del segle xii (romànic) i de l'art andalusí. Hi ha qui sosté, però, que aquest art no és ben bé d'inspiració andalusina, ja que també es troba a França.
Segons el Museu de Lleida, foren escultors d'ascendència nord-italiana, rossellonesa, provençal i sobretot llenguadociana, els que posaren les bases d'aquesta escola, dins un context clarament eclèctic d'influències entrecreuades i amb una tendència clarament inercial.